# RKB・KBC和白ラジオ放送所
RKB・KBC和白ラジオ放送所（アールケービー・ケービーシーわじろラジオほうそうじょ）は、福岡県福岡市東区にRKB毎日放送(RKB)、九州朝日放送(KBC)がそれぞれ個別に設けている、福岡県を放送エリアとする民放のAMラジオ放送局の主幹送信所の総称であり、正式名称ではない。
それぞれの正式名称は、RKB「福岡ラジオ放送所」、KBC「奈多ラジオ送信所」となっている。

## 概要

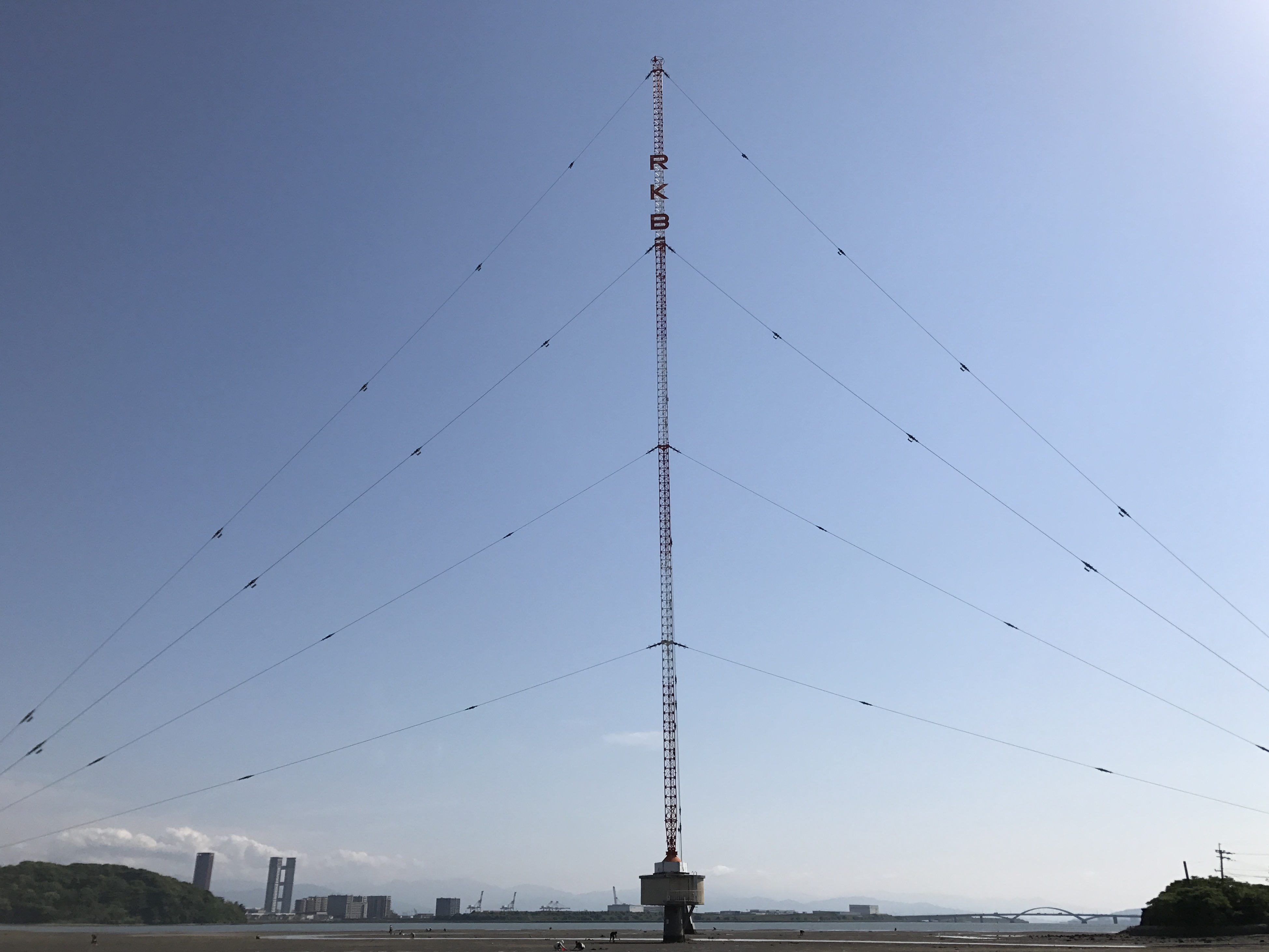
和白干潟に聳えるRKBのラジオ塔

福岡市と周辺をカバーするAM主幹送信所。海に面しており、特にRKBラジオは接地抵抗の低い海面上に送信所が置かれている。

## 沿革
RKB開局当初は、糟屋郡大川村（現粕屋町長者原）に送信所を置いていたが、1972年に現住所に移転し、同時に出力を50kWに増力した。なおビコムより発売されているDVDソフト「西鉄プロファイル」では「貝塚線」項においてRKBラジオの主幹送信所が沿線撮影画像の背景に映っている。

## 放送局一覧
| 放送局名        | コールサイン | 周波数  | 空中線電力 | 放送対象地域 | 放送区域内世帯数 |
| --------------- | ------------ | ------- | ---------- | ------------ | ---------------- |
| RKBラジオ福岡局 | JOFR         | 1278kHz | 50kW       | 福岡県       | -                |
| KBCラジオ福岡局 | JOIF         | 1413kHz | 50kW       | 福岡県       | -                |

減力放送時の空中線電力はRKBが1kW、KBCが100Wとなっている。
- 所在地（RKB）：福岡県福岡市東区塩浜2丁目1573-2
- 所在地（KBC）：福岡県福岡市東区奈多中裏附1243

## 備考
AMステレオ放送はかつて両局とも当局のみ、KBCは1992年（平成4年）4月1日から2007年（平成19年）3月31日まで、RKBは1992年（平成4年）4月1日から2010年（平成22年）5月30日まで実施していた。